# スーパーマリオネーション
スーパーマリオネーション（Supermarionation）とは、イギリスのAPフィルムズ社が名付けた特撮人形劇の撮影手法である。

## 概要
この撮影手法が誕生する前の1950年代のイギリスの人形劇作品は、筆で描かれた顔を持つ人形が、平面の背景の後ろに立った人形師の操り糸で動くものであった。より実写志向であったAPフィルムズは、立体的なセットの中で、グラスファイバー製の頭部、義眼と同技術で作られた眼、電気じかけで動く口を持つ人形を操演し始めた。この技術を他社のものとは一線を画するものとして「スーパーマリオネーション」（super + marionette + animation）と名付けた。始めはこの撮影手法のクレジットを入れていなかったが、『スーパーカー』の第2期から “Filmed in Supermarionation” のクレジットが入れるようになった。そのためアンダーソン夫妻が監修したもののうち、クレジットの入るテレビ作品7本と劇場版2本の9本のみを狭義のスーパーマリオネーション作品として捉えることもできる。本記事では広義のスーパーマリオネーションとして、クレジット以前の作品および他者の作品のうち同技術が用いられた作品にも触れる。また、この撮影手法に人形だけでなく、同時期にAPフィルムズが得意とした特撮を含むこともできるが、本項では人形のみを扱う。

## 作品史
以下は、アンダーソン夫妻が製作に携わり「スーパーマリオネーション」のクレジットがはいった「狭義の」作品のリストである。
- 1961年 - スーパーカー（第2期）
- 1962年 - 宇宙船XL-5
- 1964年 - 海底大戦争 スティングレイ
- 1965年 - サンダーバード
- 1966年 - サンダーバード 劇場版
- 1967年 - キャプテン・スカーレット
- 1968年 - サンダーバード6号
- 1968年 - ジョー90
- 1969年 - ロンドン指令X

## 派生語
1983年にジェリー・アンダーソンはSF人形劇シリーズ『地球防衛軍テラホークス』を製作した。ここでは、スーパーマリオネーションの人形ではなく、ゴムで出来て下から手を入れるタイプの人形が使われた。この技術は「スーパーマクロメーション」（Supermacromation）とクレジットされた。
また2004年にジェリー・アンダーソンらによって完全CGの新 キャプテン・スカーレットが制作された際には「ハイパーマリオネーション」（Hypermarionation）とクレジットされた。
そして2014年に『Firestorm』が人形劇とCGを組み合わせて撮影された際には「ウルトラマリオネーション」（Ultramarionation）とクレジットされた。

## 近年の動き
2010年代半ばからスティーブン・ラリビエーらによってスーパーマリオネーション技術を用いた作品がいくつか製作されている。
| 題名                                 | 公開年 | 説明 |
| ------------------------------------ | ------ | --- |
| Filmed in Supermarionation           | 2014   | アンダーソンの人形劇作品の歴史を振り返るドキュメンタリー。途中の作品ごとの切れ目や技術の解説に、本項の技法を用いて撮影されたサンダーバードのキャラクターの場面が存在する。                                                                 |
| サンダーバード50周年記念エピソード   | 2015   | キックスターターで資金集めを行い、当時の音声ドラマに映像を付けたもの。当時の人形師メアリー・ターナーや、監督デイヴィッド・エリオットも一部のエピソードの製作に参加している。                                                               |
| ようこそ！“サンダーバード”スタジオへ | 2018   | 『海底大戦争 スティングレイ』から『謎の円盤UFO』まで人形用・特撮用スタジオとして使用された建物の解体前に関係者が訪れて思い出を語るドキュメンタリー。最後に、メアリー・ターナーとデイヴィッド・エリオットによる人形撮影の再現シーンがある。 |
| ムーン・レンジャーズ                 | 2019   | 『刑事モース』第6期第2話（Case 25）内で舞台となったSF人形劇スタジオが製作していた番組の監修。 |
| ネビュラ・75                         | 2020 – | 新型コロナウイルスによる都市封鎖中にアパートの一室で撮影されたミニ・シリーズ。 |